# Eduard Spranger
Eduard Franz Ernst Spranger (Groß-Lichterfelde, 27 giugno 1882 – Tubinga, 17 settembre 1963) è stato un pedagogista e psicologo tedesco.
Considerato uno dei fondatori della pedagogia moderna, egli contribuì allo sviluppo di tale disciplina umanistica come scienza accademica indipendente, battendosi per un'educazione il cui scopo fosse la formazione dell'uomo interiore. Per i suoi risultati scientifici Spranger ricevette numerosi riconoscimenti. A lui si deve il concetto di "Terzo umanesimo".

## Vita e opere

### Contesto ed educazione
Spranger era l'unico figlio di un negoziante di giocattoli berlinese, Carl Adalbert Franz Spranger (1829-1922), e di sua moglie Henriette Bertha Schoenbeck (1847-1909), impegnata anch'essa nell'attività di famiglia. I genitori di Spranger si sposarono nel 1884, due anni dopo la sua nascita, ma il fatto che Franz fosse il padre biologico di Eduard consentì a quest'ultimo di portare il nome di famiglia. All'età di sei anni Spranger frequentò il Dorotheenstädtische Realgymnasium di Berlino. In virtù delle referenze di uno dei suoi insegnanti, all'età di dodici anni entrò nella prestigiosa scuola "Zum Grauen Kloster". Frequentò in seguito la Friedrich-Wilhelms-Universität di Berlino, dove i suoi insegnanti furono Friedrich Paulsen, Wilhelm Dilthey, Eric Schmidt e Otto Hintze.
Durante questo periodo incontrò Catherine "Cathy" Hadlich ed ebbe con lei una fitta corrispondenza epistolare. Dopo la laurea, durante la sua ricerca per il post-dottorato, Spranger insegnò temporaneamente nel liceo privato femminile "St. Georg" di Berlino, per lasciarlo nel 1908. Lo stesso anno la madre si ammalò di tubercolosi e dopo un calvario durato un anno, nel quale Spranger si dedicò a lei senza risparmiarsi la salute, morì. La morte della amata madre, alla quale era legato da forte affetto, scosse profondamente Spranger.

### Docenza universitaria
Nel 1909 Spranger superò gli esami di abilitazione presso l'Università di Berlino con una tesi su Wilhelm von Humboldt e l'idea di umanità (Wilhelm von Humboldt und die Humanitätsidee). Sempre nel 1909 tenne la sua lezione inaugurale e da allora rimase come docente presso l'Università di Berlino fino alla sua nomina all'Università di Lipsia. Nel 1911 divenne professore associato di filosofia e pedagogia e professore di ruolo nell'agosto del 1912. Sempre nel 1912 fu eletto nel Consiglio della Fondazione dell'Accademia Femminile di Lipsia, dove si formavano le giovani insegnanti di scuola materna. Spranger lasciò il Consiglio nel 1915, dopo alcuni scontri con l'anziana direttrice Henriette Goldschmidt sul modo di guidare l'università. Spranger incontrò per la prima volta Anna Jenny Susanne Emilie Conrad nel 1913, che lo avrebbe sposato 21 anni dopo.
Allo scoppio della prima guerra mondiale, nel 1914, Spranger venne chiamato come membro della milizia non addestrata. Durante questo periodo provò un'intima lacerazione nel compiere il proprio dovere di soldato, sia perché sentiva di amare i suoi coetanei sia perché era consapevole di non possedere i requisiti fisici e mentali necessari per il servizio militare. Nel 1916 la forte tensione psicologica fece cadere Spanger in una grave malattia che lo costrinse a prendere un anno di aspettativa all'università. Soffriva inoltre di una grave perdita di peso e di una sospetta pleurite.
Dopo essersi ripreso dalla malattia, nel 1917 venne nominato consigliere del Ministero Prussiano dell'Istruzione. Nel 1919 ottenne una chiamata all'Università di Berlino, dopo che aveva rifiutato le chiamate alle Università di Amburgo e Vienna. Il padre di Spranger morì nel 1922, all'età di 83 anni, di cancro allo stomaco. Il rapporto con il padre fu perennemente segnato da tensioni e incomprensioni. L'anno successivo Spranger fu nominato Decano della Facoltà di Filosofia e Scienze all'Università di Berlino. In questo fecondo periodo egli pubblicò in rapida successione due delle sue opere maggiori: Lebensformen (Forme di vita), del 1921, e Psychologie des Jugendalters (Psicologia dell'adolescenza), del 1924. Crebbe nel frattempo la sua influenza nell'ambito della politica dell'istruzione prussiana e tedesca, in particolare nella formazione degli insegnanti. Nel 1925 cofonda la rivista Die Erziehung e dà slancio al dibattito sull'educazione in terra tedesca. Nel 1925 aderisce alla Accademia Prussiana delle Scienze. Le sue lezioni, sempre molto frequentate, ebbero un massimo di 1300 studenti (1929), con un totale di circa 14.000 studenti iscritti. Oratore stimato e ricercato, chiamato in importanti occasioni pubbliche, Spranger pronunciò nel 1930 il discorso per la celebrazione dell'Impero all'Università di Berlino, sul tema Wohlfahrtsethik und Opferethik(Etica del benessere e etica del sacrificio), e nel 1932, su richiesta del Cancelliere Brüning, tenne un discorso su Deutsche Not, deutsche Hoffnung (Miseria tedesca, speranza tedesca). Eduard Spranger sposò a Berlino Susanne Conrad nel 1934, dopo più di vent'anni dalla sua conoscenza.

### Gli anni del Nazionalsocialismo
Cresciuto nella tradizione conservatrice e nazionalista delle "virtù prussiane", Spranger accolse con scetticismo l'avvento della Repubblica di Weimar. Aderì al Deutschnationalen Volkspartei (Partito nazionale del popolo tedesco) nel 1933, partecipando attivamente alle riunioni del gruppo Stahlhelm presso l'Università. Dal 1933 frequentò anche regolarmente gli eventi della 'Deutschen Gesellschaft für Wehrpolitik und Wehrwissenschaft' (Associazione tedesca per Difesa e la Scienza militare).
Eduard Spranger redasse e firmò, il 22 aprile 1933, insieme ad altri membri del consiglio dell'Associazione delle Università Tedesche, la cosiddetta "Dichiarazione di Würzburg", dove viene sancita l'adesione quasi ufficiale delle università tedesche al nazionalsocialismo. Questa ambivalente dichiarazione, se da una parte esprime un giudizio generalmente positivo sulla trasformazione dello Stato in senso nazionalsocialista, come pure sulla politicizzazione delle università, dall'altro tradisce una certa insofferenza per ingerenze in ambito di insegnamento, e difende esplicitamente "l'autonomia dal Rettore, del Senato e della Facoltà". Nel marzo dello stesso anno Spranger disse citando una frase platonica sull'educazione, che il "nucleo positivo del movimento nazionalsocialista" doveva essere visto nel "senso della nobiltà del sangue e della comunità di sangue". Ancora verso la fine del 1932 Spranger espresse in alcune lettere all'amica Kate Hadlich la sua critica del nazionalsocialismo.

### Dimissioni nel 1933
Nel 1933 l'Università si oppose a Spranger in seguito alle sue proteste contro le azioni dei nazisti berlinesi (NS-Studentenbundes). In particolare, Spranger sollevò obiezioni contro l'affissione di manifesti offensivi antisemiti, contro le "12 tesi contro lo Spirito non tedesco" e contro il " decreto di spionaggio", in cui gli studenti venivano invitati a denunciare per facilitare l'applicazione della "Legge per la Restaurazione del Servizio Civile Professionale". Questo gli apparve, come scrisse più tardi, "un degrado dello spirito scientifico all'interno dell'università". In seguito a dissapori con Alfred Baeumler, nuovo presidente dell'Istituto di pedagogia politica, pur rivendicando di parteggiare per "lo spirito tedesco", presentò spontaneamente, il 25 aprile 1933, una lettera di dimissioni dall'università. Le sue dimissioni vennero commentate in molti quotidiani nazionali e stranieri. Su consiglio dei suoi amici, e dopo l'intervento del vice-cancelliere von Papen e una conversazione con il ministro Rust, Spranger ritirò le sue dimissioni dopo che aveva già ripreso l'attività ufficiale.
In una presentazione inedita (21 ottobre 1933) Spranger sviluppò un programma in cinque punti per la critica costruttiva del nazionalsocialismo. In particolare egli criticò la mancanza di rispetto per la religione, per la persona, per il pensiero giuridico, per il pensiero popolare, e per la scienza. In conclusione egli mise in guardia contro il "pericolo del Cesarismo".
Nel 1936 Spranger visitò il Giappone e per conto del governo tedesco vi tenne per un anno delle lezioni presso l'Istituto di Cultura Giapponese-Tedesca. Dopo il ritorno all'Università di Berlino venne arruolato nell'esercito, dove nel 1939 condusse gli esami psicologici per i piloti. Nel 1944, dopo il fallito attentato a Hitler, Spranger venne arrestato come sospetto e rinchiuso nella famigerata prigione di Moabit a Berlino. A preoccupare i nazisti era innanzitutto la sua appartenenza al Mittwochsgesellschaft (Associazione del mercoledì), di cui Spranger divenne membro già nel 1934. Ad aggravere la sua posizione, c'era una dichiarazione di Ludwig Beck secondo cui Spranger sarebbe stato d'accordo con lui sulla valutazione del governo attuale. Spranger, tuttavia, non era stato informato da Beck sull'imminente colpo di stato e su intervento dell'ambasciatore giapponese Spranger venne liberato dopo dieci settimane di prigionia.

### Gli anni del dopoguerra
Dopo la Seconda Guerra Mondiale Spranger lavorò al riassetto della Humboldt-Universität di Berlino. Il 20 luglio del 1945 venne chiamato dalle autorità militari degli Stati Uniti e successivamente condotto agli arresti domiciliari, detenuto per una settimana e interrogato da un professore americano. Nell'ottobre del 1945, Spranger venne sollevato dall'incarico di Rettore, ma rimase professore presso l'Università di Berlino fino al 1946. Ricevette offerte dalle università di Gottinga, Amburgo, Colonia, Monaco di Baviera, Tubinga, e dalla Pädagogische Hochschule di Magonza. Theodor Heuss sostenne la sua candidatura presso l'Università di Tubinga, dove venne nominato professore ordinario di Filosofia nel 1946. Spranger si ritirò ufficialmente dalla docenza nel 1950, ma fino al 1958 tenne lezioni e seminari. Nel 1951 pronunciò il discorso per il secondo anniversario della Repubblica federale Tedesca presso il parlamento tedesco.
Nel 1960 morì Kathe Hadlich, l'amica di una vita, e nel 1963 sua moglie Susan. Solo cinque mesi più tardi morì anche Spranger, che venne così sepolto nel cimitero di Tubinga accanto alla moglie.

## Psicologia e Filosofia dell'Educazione

### Lo scopo della formazione
Spranger si situa nel solco della tradizione ermeneutica inaugurata dal suo maestro Wilhelm Dilthey e attinge, tra gli altri, al pensiero pedagogico di Pestalozzi e Goethe. L'istruzione è per lui il prodotto di molteplici influenze culturali, la cui coerente strutturazione dà forma all'essenza spirituale dell'individuo e lo rende capace di coltivare valori culturali oggettivi e profondi. L'educazione è intesa come una combinazione coerente della versatilità degli interessi di un popolo e della sua interna forza morale. Il mondo dell'individuo è per Spranger un sistema di sfere di vita concentriche: famiglia, lavoro, nazione e stato. Al centro sta la religione come la più alta delle esperienze di valore. Il suo contenuto è la totalità del valore, l'amore di Dio è il suo fulcro.

### La posizione umanistica
Nel 1921 Spranger tenne una conferenza dal titolo: "Der gegenwärtige Stand der Geisteswissenschaften und die Schule" (Lo stato attuale delle scienze umane e la scuola) dedicato all'amico Werner Jaeger, con il quale ebbe una lunga corrispondenza e con il quale si tenne in contatto anche dopo la guerra. Spranger coniò il termine "Terzo umanesimo". La sua opera più importante è apparsa nel 1921 con il titolo Lebensformen. Geisteswissenschaftliche Psychologie und Ethik der Persönlichkeit (Forme di vita). Tale opera ebbe un'influenza rilevante non solo per la psicologia, ma anche per le scienze umanistiche e la filosofia della cultura in genere. Benché la psicologia si occupi in senso stretto dell'individuo, per Spranger non va intesa alla stregua di una scienza naturale, bensì come scienza dello spirito (Geisteswissenschaft). Per il pensatore tedesco la psicologia non deve quindi limitarsi a studiare i contenuti mentali e le funzioni del cervello, ma concentrarsi sull'analisi delle strutture significative della vita psichica, considerando l'individuo come un soggetto inserito in un vasto contesto di relazioni intersoggettive e collettive, e come detentore di un'anima che è radicata nelle grandi strutture della vita spirituale. I pensieri e le azioni del singolo individuo devono quindi essere compresi solo nel contesto globale in cui egli è situato. Come semplici strumenti di conoscenza, e non come vere rappresentazioni della realtà, Spranger costruisce così i suoi idealtipi di individuo, tra i quali figurano sei differenti tipologie di atteggiamento valoriale:
- Teorico, il cui interesse dominante è la scoperta della verità, ovvero la passione di scoprire, sistematizzare e analizzare la conoscenza.
- Economico, il cui interesse verte su ciò che è utile, e più specificamente la passione di ottenere un ritorno su tutti gli investimenti che coinvolgono il tempo, il denaro e le risorse.
- Estetico, il cui valore massimo è la forma e l'armonia, in particolare la passione di sperimentare impressioni del mondo e forme di auto-realizzazione.
- Sociale, il cui valore massimo è l'amore delle persone, cioè la passione per investire se stessi, il proprio tempo e le proprie risorse nell'aiutare gli altri a realizzare le loro potenzialità.
- Politico, il cui interesse è principalmente il potere, e più in dettaglio la passione di raggiungere una posizione da utilizzare per influenzare gli altri.
- Religioso, il cui valore massimo è l'unità, ovvero la passione di cercare e perseguire il più alto significato nella vita, nel divino o nell'ideale, e di realizzare un sistema di viva in accordo con esso.

Nel 1924 Spanger applica tale tipologia ai problemi dell'adolescenza, in Psychologie des Jugendalters (1924) spiega infatti il modo in cui il giovane deve guadagnare la propria posizione nelle varie aree di condivisione culturale. Quest'opera è diventata - insieme a Lebensformen - un punto di riferimento per molte generazioni di insegnanti, genitori e giovani, conferendo a Spranger una solida reputazione come umanista e interprete del mondo spirituale. Spranger è anche uno dei teorici della moderna formazione professionale, in quanto ha sviluppato alcune idee di Wilhelm von Humboldt sul rapporto tra istruzione generale e istruzione professionale. Al posto di un unico insegnamento generale, egli sostiene che occorre pensare percorsi professionali differenziati, da stratificare in "tre fasi": una prima fase generalista dedicata all'acquisizione di un'istruzione di base (la cosiddetta cultura generale); una seconda fase più specialista dedicata alla realizzazione dei propri interessi e talenti particolari; una terza fase dove i precedenti approcci trovano sintesi coerente in una visione del mondo più larga e approfondita. Ogni nuova fase inizia quando la precedente è stata completata.

## Scritti (selezione)
- Die Grundlagen der Geschichtswissenschaft. Eine erkenntnistheoretisch-psychologische Untersuchung. Reuther & Reichard, Berlin 1905.
- Wilhelm von Humboldt und die Humanitätsidee. Reuther & Reichard, Berlin 1909.
- Lebensformen. Ein Entwurf. In: Festschrift fuer Alois Riehl. Von Freunden und Schülern zu seinem 70. Geburtstage dargebracht. Niemeyer, Halle (Saale) 1914, S. 416–522 (Lebensformen. Geisteswissenschaftliche Psychologie und Ethik der Persönlichkeit. 2., völlig neu bearbeitete und erweiterte Auflage. Niemeyer, Halle (Saale) 1921).
- Die Idee einer Hochschule für Frauen und die Frauenbewegung. Dürr, Leipzig 1916.
- Kultur und Erziehung. Gesammelte pädagogische Aufsätze. Quelle & Meyer, Leipzig 1919.
- Psychologie des Jugendalters. Quelle & Meyer, Leipzig 1924.
- Über Gefährdung und Erneuerung der deutschen Universität. In: Die Erziehung. Bd. 5, 1929/1930, S. 513–526. (Auch Sonderabdruck)
- Volk, Staat, Erziehung. Gesammelte Reden und Aufsätze. Quelle & Meyer, Leipzig 1932.
- Goethes Weltanschauung (= Insel-Bücherei. Bd. 446). Insel-Verlag, Leipzig 1933.
- Aus Friedrich Fröbels Gedankenwelt(= Abhandlungen der Preußischen Akademie der Wissenschaften. Philosophisch-Historische Klasse. Jg. 1939, Nr. 7, ZDB-ID 210015-0). de Gruyter u. a., Berlin 1939.
- Schillers Geistesart. Gespiegelt in seinen philosophischen Schriften und Gedichten (= Abhandlungen der Preußischen Akademie der
- Wissenschaften. Philosophisch-Historische Klasse. Jg. 1941, Nr. 13). de Gruyter u. a., Berlin 1941.
- Der Philosoph von Sanssouci (= Abhandlungen der Preussischen Akademie der Wissenschaften. Philosophisch-Historische Klasse. Jg. 1942, Nr. 5). Verlag der Akademie der Wissenschaften, Berlin 1942 (2., erweiterte Auflage. Quelle & Meyer, Heidelberg 1962).
- Goethes Weltanschauung. Reden und Aufsätze. Insel-Verlag, Leipzig 1943.
- Die Magie der Seele. Religionsphilosophische Vorspiele. Evangelische Verlags Anstalt, Berlin 1947.
- Pestalozzis Denkformen. Hirzel, Stuttgart 1947.
- Zur Geschichte der deutschen Volksschule. Quelle & Meyer, Heidelberg 1949.
- Pädagogische Perspektiven. Beiträge zu Erziehungsfragen der Gegenwart. Quelle & Meyer, Heidelberg 1951.
- Kulturfragen der Gegenwart. Quelle & Meyer, Heidelberg 1953.
- Gedanken zur Daseinsgestaltung. Aus Vorträge, Abhandlungen und Schriften. Ausgewählt von Hans Walter Bähr. Piper, München 1954.
- Mein Konflikt mit der Hitler-Regierung 1933. Als Manuskript gedruckt im März 1955. Laupp, Tübingen 1955.
- Der geborene Erzieher. Quelle & Meyer, Heidelberg 1958.
- Das Gesetz der ungewollten Nebenwirkungen in der Erziehung. Quelle & Meyer, Heidelberg 1962.
- Menschenleben und Menschheitsfragen. Gesammelte Rundfunkreden (= Das Heidelberger Studio. Bd. 30, ZDB-ID 382678-8). Piper, München 1963.

## Letteratura
- Kurt Aurin: Spranger, Eduard, in: Baden-Württembergische Biographien. Band 4'. Kohlhammer, Stuttgart 2007, ISBN 978-3-17-019951-4, S. 351-354 (on-line)
- Hans Walter Bähr, Theodor Litt, Nikolaus Louvaris, Hans Wenke (Hrsg.): Erziehung zur Menschlichkeit. Die Bildung im Umbruch der Zeit. Festschrift für Eduard Spranger zum 75. Geburtstag, 27. Juni 1957. Niemeyer, Tübingen 1957.
- Hans Walter Bähr, Hans Wenke (Hrsg.): Eduard Spranger. Sein Werk und sein Leben. Quelle & Meyer, Heidelberg 1964.
- Rüdiger vom Bruch, Christoph Jahr (Hrsg.): Die Berliner Universität in der NS-Zeit. Band 2: Fachbereiche und Fakultäten. Steiner, Stuttgart 2005, ISBN 3-515-08658-7.
- Peter Drewek: Eduard Spranger (1882–1963). In: Heinz-Elmar Tenorth (Hrsg.): Klassiker der Pädagogik. Band 2: Von John Dewey bis Paulo Freire (= Beck'sche Reihe. 1522). C. H. Beck, München 2003, ISBN 3-406-49441-2, S. 137–151.
- Walter Eisermann, Hermann J. Meyer, Hermann Röhrs (Hrsg.): Maßstäbe. Perspektiven des Denkens von Eduard Spranger. Schwann, Düsseldorf 1983, ISBN 3-590-14256-1.
- Michael Fontana: „...jener pädagogische Stoß ins Herz.“ Erziehungswissenschaftliche und biographisch-politische Kontinuitäten und Diskontinuitäten im Leben und Werk Eduard Sprangers (= Europäische Hochschulschriften. Reihe 11: Pädagogik. Bd. 993). Peter Lang, Frankfurt am Main u. a. 2010, ISBN 978-3-631-59021-8.
- Tonino Griffero: Spirito e forme di vita. La filosofia della cultura di Eduard Spranger, Franco Angeli, Milano 1990.
- Ulrich Herrmann: Spranger, Eduard. In: Walter Killy (Hrsg.): Literaturlexikon. Autoren und Werke deutscher Sprache. Band 11: Sem – Var. Bertelsmann-Lexikon-Verlag, Gütersloh u. a. 1989, ISBN 3-570-04681-8, S. 118–119.
- Dieter Hoffmann: Spranger, Eduard. In: Wer war wer in der DDR? 5. Ausgabe. Band 2. Ch. Links, Berlin 2010, ISBN 978-3-86153-561-4.
- Joachim S. Hohmann (Hrsg.): Beiträge zur Philosophie Eduard Sprangers (= Philosophische Schriften. Bd. 17). Duncker und Humblot, Berlin 1996, ISBN 3-428-08540-X.
- Leonhard Jost u. a. (Hrsg.): Eduard Spranger. Zur Bildungsphilosophie und Erziehungspraxis (= Schweizerische Lehrerzeitung. Taschenbuch. Bd. 7, ZDB-ID 796346-4). Verlag Schweizerischer Lehrerverein, Zürich 1983.
- Rita Klussmann: Die Idee des Erziehers bei Eduard Spranger vor dem Hintergrund seiner Bildungs- und Kulturauffassung (= Europäische Hochschulschriften. Reihe 11: Pädagogik. Bd. 217). Peter Lang, Frankfurt am Main u. a. 1984, ISBN 3-8204-5582-5 (Zugleich: München, Universität, Dissertation, 1983).
- Roland Kollmann: Bildung – Bildungsideal – Weltanschauung. Studien zur pädagogischen Theorie Eduard Sprangers und Max Frischeisen-Köhlers. Henn, Kastellaun u. a. 1972 (Zugleich: Münster, Universität, Dissertation, 1972).
- Gerhard Meyer-Willner (Hrsg.): Eduard Spranger. Aspekte seines Werks aus heutiger Sicht. Mit einer bisher unveröffentlichten autobiographischen Skizze von Eduard Spranger. Klinkhardt, Bad Heilbrunn 2001, ISBN 3-7815-1163-4.
- Benjamin Ortmeyer: Mythos und Pathos statt Logos und Ethos. Zu den Publikationen führender Erziehungswissenschaftler in der NS-Zeit: Eduard Spranger, Herman Nohl, Erich Weniger und Peter Petersen. Beltz, Weinheim u. a. 2009, ISBN 978-3-407-85798-9 (Zugleich: Frankfurt am Main, Universität, Habilitations-Schrift, 2008).
- Benjamin Ortmeyer (Hrsg.): Eduard Sprangers Schriften und Artikel in der NS-Zeit. Dokumente 1933–1945 (= Dokumentation ad fontes. Bd. 1, ZDB-ID 2449560-8). Universität Frankfurt, Fachbereich Erziehungswissenschaften, Frankfurt am Main 2008.
- F. Hartmut Paffrath: Eduard Spranger und die Volksschule. Eine historisch-systematische Untersuchung. Mit einem Anhang unveröffentlichter Schriften Eduard Sprangers. Klinkhardt, Bad Heilbrunn 1971, ISBN 3-7815-0130-2.
- Karin Priem: Bildung im Dialog. Eduard Sprangers Korrespondenz mit Frauen und sein Profil als Wissenschaftler (1903–1924) (= Beiträge zur historischen Bildungsforschung. Bd. 24). Böhlau, Köln u. a. 2000, ISBN 3-412-06999-X (Zugleich: Tübingen, Universität, Habilitations-Schrift, 1998).
- Joachim Ritter u. a. (Hrsg.): Historisches Wörterbuch der Philosophie. Völlig neubearbeitete Ausgabe des Wörterbuchs der philosophischen Begriffe von Rudolf Eisler. Schwabe, Basel 1971–2007, ISBN 3-7965-0115-X.
- Werner Sacher: Eduard Spranger 1902–1933. Ein Erziehungsphilosoph zwischen Dilthey und den Neukantianern (= Europäische Hochschulschriften. Reihe 11: Pädagogik. Bd. 347). Peter Lang, Frankfurt am Main u. a. 1988, ISBN 3-8204-1284-0 (Zugleich: Bamberg, Universität, Habilitations-Schrift, 1987).
- Werner Sacher, Alban Schraut (Hrsg.): Volkserzieher in dürftiger Zeit. Studien über Leben und Wirken Eduard Sprangers (= Erziehungskonzeptionen und Praxis. Bd. 59). Peter Lang, Frankfurt am Main u. a. 2004, ISBN 3-631-52586-9.
- Alban Schraut: Biografische Studien zu Eduard Spranger. Klinkhardt, Bad Heilbrunn 2007, ISBN 978-3-7815-1504-8 (Zugleich: Erlangen-Nürnberg, Universität, Dissertation, 2006).
- Alban Schraut, Werner Sacher: Spranger, Franz Ernst Eduard. In: Neue Deutsche Biographie (NDB). Band 24, Duncker & Humblot, Berlin 2010, ISBN 978-3-428-11205-0, S. 743–745.
- Sun-Jae Song: Der Erweckungsbegriff in der Pädagogik Eduard Sprangers. Tübingen 1991 (Tübingen, Universität, Dissertation, 1991).
- Ute Waschulewski: Die Wertpsychologie Eduard Sprangers. Eine Untersuchung zur Aktualität der "Lebensformen" (= Texte zur Sozialpsychologie. Bd. 8). Waxmann, Münster u. a. 2002, ISBN 3-8309-1131-9 (Zugleich: Hamburg, Universität, Dissertation, 2001).
- Hans-Ulrich Wehler: Deutsche Gesellschaftsgeschichte. Band 4: Vom Beginn des Ersten Weltkriegs bis zur Gründung der beiden deutschen Staaten 1914–1949. C. H. Beck, München 2003, ISBN 3-406-32264-6.
- Milena Rampoldi: Eduard Spranger e la sua pedagogia: alcune riflessioni ed alcuni spunti per riproporre oggi la sua filosofia, Grin, Monaco di Baviera 2013.